# جيوفاني سيفا
جيوفاني سيفا (بالإيطالية: Giovanni Ceva)‏، (ديسمبر 1647 - مايو 1734)، عالم رياضيات إيطالي. عمل في الهندسة الرياضية.
1. 1 2 3 4 5  مذكور في: معجم سير الشخصيات الإيطالية. مُعرِّف قاموس تراجم الأشخاص الإيطالي (DBI): giovanni-ceva. الوصول: 25 مايو 2021. لغة العمل أو لغة الاسم: الإيطالية. تاريخ النشر: 1960.
2. 1 2  مذكور في: The Galileo Project. لغة العمل أو لغة الاسم: الإنجليزية.
3. 1 2  مذكور في: Complete Dictionary of Scientific Biography. تاريخ النشر: 2008. الناشر: أبناء تشارلز سكرايبنر.
4. 1 2 3  مذكور في: Proleksis Encyclopedia. مُعرِّف موسوعة برولكسيس (Proleksis): 52747. باسم: Giovanni Ceva. الوصول: 25 مايو 2021. لغة العمل أو لغة الاسم: الكرواتية.
5. 1 2 3 4 5  مذكور في: تاريخ ماكتوتور لأرشيف الرياضيات.
6. ↑  "Complete Dictionary of Scientific Biography". أبناء تشارلز سكرايبنر. 2008.